# والری ووسکانیان
والری نیکلایی ووسکانیان (اوکراینی: Валерій Восконян؛ زادهٔ ۶ آوریل ۱۹۹۴ در رادساد) بازیکن فوتبال در پست دروازه‌بان ارمنی‌تبار اهل اوکراین است.

## باشگاهی
از باشگاه‌هایی که در آن بازی کرده‌است می‌توان به باشگاه فوتبال پیونیک اشاره کرد.